# Staatliche Universität Tula
Die Staatliche Universität Tula (russisch Ту́льский госуда́рственный университе́т / abgekürzt ТулГУ) ist eine von zwei Universitäten der zentralrussischen Stadt Tula. Sie wurde 1930 gegründet und zählt heute rund 17.000 Studierende.

## Geschichte
Die heutige Universität wurde am 30. April 1930 als Mechanisches Institut Tula (Ту́льский механи́ческий институ́т, ТМИ) gegründet und nahm ihren Lehrbetrieb im Oktober des gleichen Jahres mit nur 240 Studierenden auf. Zu jener Zeit hatte die Hochschule eine rein technische Spezialisierung und sollte vor allem Nachwuchskräfte für die Tulaer Metall- und Rüstungsindustrie vorbereiten. Auch hatte sie damals kaum eigene Räumlichkeiten und keinerlei Studentenwohnheime. Die eigene Infrastruktur konnte erst im Laufe der Jahre, nicht zuletzt mit Hilfe führender Moskauer Hochschulen, aufgebaut werden.
Während des Zweiten Weltkrieges musste der Lehrbetrieb für einige Monate unterbrochen werden, als die deutsche Wehrmacht bis nah an die Stadt vordringen konnte und die meisten Studenten und Dozenten der Hochschule in die Armee eingezogen werden mussten. Erst 1943 konnte der Lehrbetrieb in vollem Umfang wieder aufgenommen werden.
In der Nachkriegszeit steigerte das Institut sein Lehrangebot im Laufe der Jahre beträchtlich, unter anderem durch die Einrichtung einer Fakultät für den Bergbau sowie mehrerer neuer Lehrstühle im Bereich der Militärtechnik. 1963 fusionierte die Hochschule auf Beschluss des Bildungsministeriums der RSFSR mit dem zehn Jahre zuvor eingerichteten Tulaer Montaninstitut und erhielt zugleich die offizielle Bezeichnung Polytechnisches Institut Tula (Ту́льский политехни́ческий институ́т, ТПИ). Damit betrug die Anzahl der Lehrstühle des Instituts bereits 24 bei insgesamt neun Fakultäten.
Am 7. Dezember 1992 erhielt das Institut auf Beschluss des russischen Bildungsministeriums den Status einer technischen Universität. Zugleich wurde Anfang der 1990er-Jahre das Bildungsangebot der Hochschule nochmals wesentlich erweitert, unter anderem auch um geistes- und naturwissenschaftliche Fachbereiche, sowie erstmals auch Bachelor- und Master-Studiengänge angeboten. Bedingt durch das Hinzufügen nichttechnischer Lehrinhalte in das Angebot der Hochschule erhielt sie 1995 den Status einer Volluniversität und trägt seit dem 11. Juli 1995 offiziell ihren heutigen Namen.

## Lehrangebot und Infrastruktur
Heute gliedert sich die Staatliche Universität Tula in 12 Fachbereiche:
- Fakultät für Mechanik und Regelungstechnik
- Fakultät für Kybernetik
- Fakultät für Bergbau und Montanindustrie
- Technologische Fakultät
- Naturwissenschaftliche Fakultät
- Mechanisch-mathematische Fakultät
- Fakultät für Wirtschafts- und Rechtswissenschaft
- Medizinische Fakultät
- Geisteswissenschaftliche Fakultät
- Bereich für Abendstudium
- Bereich für Fernstudium
- Bereich für Vorbereitung auf die Aufnahmeprüfungen

Die Studierendenzahl beläuft sich gegenwärtig auf rund 17.000, davon rund 300 ausländische Studenten aus 30 Ländern. Es sind 1226 Dozenten angestellt, von denen 266 den Titel eines Professors oder Dr. habil. haben. Der Campus der Universität beinhaltet 18 Fachbereichsgebäude und 14 Studentenwohnheime. Zur Verfügung steht auch eine eigene Universitätsbibliothek mit einem Bestand von rund einer Million Einheiten.